# 2017年の映画
2017年の映画（2017ねんのえいが）では、2017年（平成29年）の映画分野の出来事や動向について記述する。
2016年の映画 - 2017年の映画 - 2018年の映画

## 出来事

### 世界
- 1月8日 - 第74回ゴールデングローブ賞授賞式が行われ、ライアン・ゴズリング＆エマ・ストーン主演の『ラ・ラ・ランド』（2016年、アメリカ合衆国、デイミアン・チャゼル監督作品）がコメディ／ミュージカル部門作品賞を始めとする7部門を受賞、ゴールデングローブ賞史上初の最多の全部門制覇を果たした[1]。
- 1月29日 - 第23回全米映画俳優組合賞の結果が発表され、『オレンジ・イズ・ニュー・ブラック』がアンサンブル演技賞（コメディシリーズ）を受賞した[2][3]。
- 2月9日 - 2月19日  - 第67回ベルリン国際映画祭が開催され、ハンガリー映画の『心と体と』が金熊賞を受賞した[4]。
- 2月12日 - 第70回英国アカデミー賞の授賞式がロイヤル・アルバート・ホールで行われ、『ラ・ラ・ランド』が作品賞・監督賞・主演女優賞・作曲賞・撮影賞の最多5部門を受賞した[5][6]。
- 2月25日 - 第37回ゴールデンラズベリー賞の結果が発表された[7]。
- 2月26日 - 第89回アカデミー賞の結果が発表され、『ムーンライト』が作品賞を受賞した[8]。
- 5月7日 - MTVムービー・アワード2017がロサンゼルスのシュライン・オーディトリアムにて開催され、『美女と野獣』が作品賞を受賞した。
- 5月17日 - 5月28日 - 第70回カンヌ国際映画祭が開催され、スウェーデン映画の『ザ・スクエア 思いやりの聖域』がパルム・ドールを、フランス映画の『BPM ビート・パー・ミニット』がグランプリを受賞した[9]。
- 6月22日 - 6月29日 - 第39回モスクワ国際映画祭が開催され、中国映画の『塬上』が最優秀作品賞を受賞した。
- 8月24日 - 9月4日 - 第41回モントリオール世界映画祭が開催された。
- 8月30日 - 9月9日 - 第74回ヴェネツィア国際映画祭が開催され、アメリカ映画の『シェイプ・オブ・ウォーター』が金獅子賞を受賞した[10]。
- 9月17日 - 第69回エミー賞の授賞式がサンゼルスのマイクロソフトシアターにて開催され、『The Handmaid’s Tale』が作品賞を含め8部門を受賞した。
- 10月14日 - 映画芸術科学アカデミー（AMPAS）が理事会を開催し、女性歌手や女優らに対するセクシャルハラスメント行為が発覚した映画プロデューサーのハーヴェイ・ワインスタインについて「団体から追放する」厳罰処分を決定し、発表した[11]。

### 日本
- 2月5日 - 第90回キネマ旬報ベスト・テンの授賞式が文京シビックホール大ホールで行われ、日本映画作品賞は『この世界の片隅に』、外国映画作品賞は『ハドソン川の奇跡』がそれぞれ受賞した[12][13]。
- 2月8日 - 第59回ブルーリボン賞の授賞式が東京・イイノホールで行われ、作品賞は『シン・ゴジラ』が受賞した[14]。
- 2月15日 - 第71回毎日映画コンクールの表彰式がミューザ川崎シンフォニーホールで行われ、日本映画大賞は『シン・ゴジラ』、日本映画優秀賞は『この世界の片隅に』、外国映画ベストワン賞は『ハドソン川の奇跡』がそれぞれ受賞した[15][16]。
- 3月2日 - 3月6日 - ゆうばり国際ファンタスティック映画祭2017が開催された。
- 3月3日 - 第40回日本アカデミー賞の結果が発表され、『シン・ゴジラ』が最優秀作品賞を受賞した[17]。
- 9月16日 - 9月29日 - 第39回ぴあフィルムフェスティバル（PFF）が開催された。
- 10月13日 - 女優の岸恵子と小説家の夢枕獏らが第65回菊池寛賞を受賞[18]。
- 10月25日 - 11月3日 - 第30回東京国際映画祭（TIFF）が開催され、『グレイン』が「東京サクラグランプリ」を受賞した[19]。
- 11月4日 - TOHOシネマズ上野が入居する上野フロンティアタワーがオープン。2003年8月31日に上野東宝劇場・上野宝塚劇場が閉館して以来年ぶりに、上野地域に東宝の映画館が復活した[20]。

## 周年
- 創立85周年
  - 東宝
- 創立75周年
  - 大映 - 6月に「おとなの大映祭」、「大映男優祭・女優祭」が秋から東京・角川シネマ新宿ほかで開催される[21][22]。

## 全世界興行収入ランキング
| 順位 | 題名                                          | 配給                 | 興行収入       |
| ---- | --------------------------------------------- | -------------------- | -------------- |
| 1    | スター・ウォーズ/最後のジェダイ               | ディズニー           | 13億3250万ドル |
| 2    | 美女と野獣                                    | ディズニー           | 12億6350万ドル |
| 3    | ワイルド・スピード ICE BREAK                  | ユニバーサル         | 12億3600万ドル |
| 4    | 怪盗グルーのミニオン大脱走                    | ユニバーサル         | 10億3480万ドル |
| 5    | ジュマンジ/ウェルカム・トゥ・ジャングル       | ソニー               | 09億6220万ドル |
| 6    | スパイダーマン:ホームカミング                 | ソニー               | 08億8020万ドル |
| 7    | 戦狼 ウルフ・オブ・ウォー                     | H COLLECTIVE         | 08億7030万ドル |
| 8    | ガーディアンズ・オブ・ギャラクシー:リミックス | ディズニー           | 08億6380万ドル |
| 9    | マイティ・ソー バトルロイヤル                 | ディズニー           | 08億5400万ドル |
| 10   | ワンダーウーマン                              | ワーナー・ブラザース | 08億2180万ドル |

出典:“2017 Worldwide Box Office Results”.  Box Office Mojo. 2018年7月24日閲覧。

## 各大陸、各国ランキング

### 北米興行収入ランキング
| 順位 | 題名                                          | 配給                 | 興行収入      |
| ---- | --------------------------------------------- | -------------------- | ------------- |
| 1    | スター・ウォーズ/最後のジェダイ               | ディズニー           | 6億2020万ドル |
| 2    | 美女と野獣                                    | ディズニー           | 5億0400万ドル |
| 3    | ワンダーウーマン                              | ワーナー・ブラザース | 4億1260万ドル |
| 4    | ジュマンジ/ウェルカム・トゥ・ジャングル       | ソニー・ピクチャーズ | 4億0450万ドル |
| 5    | ガーディアンズ・オブ・ギャラクシー:リミックス | ディズニー           | 3億8980万ドル |
| 6    | スパイダーマン:ホームカミング                 | ソニー               | 3億3420万ドル |
| 7    | IT/イット “それ”が見えたら、終わり。          | ワーナー・ブラザース | 3億2750万ドル |
| 8    | マイティ・ソー バトルロイヤル                 | ディズニー           | 3億1510万ドル |
| 9    | 怪盗グルーのミニオン大脱走                    | ユニバーサル         | 2億6460万ドル |
| 10   | ジャスティス・リーグ                          | ワーナー・ブラザース | 2億2600万ドル |

出典:“2017 Domestic Yearly Box Office Results”.  Box Office Mojo. 2018年8月24日閲覧。

### 日本興行収入ランキング
| 順位 | 題名                                       | 製作国                            | 配給                  | 興行収入   |
| ---- | ------------------------------------------ | --------------------------------- | --------------------- | ---------- |
| 1    | 美女と野獣                                 | アメリカ合衆国の旗                | ディズニー            | 0124.0億円 |
| 2    | ファンタスティック・ビーストと魔法使いの旅 | イギリスの旗 · アメリカ合衆国の旗 | ワーナー・ブラザース  | 073.4億円  |
| 3    | 怪盗グルーのミニオン大脱走                 | アメリカ合衆国の旗                | 東宝東和              | 073.1億円  |
| 4    | 名探偵コナン から紅の恋歌                  | 日本の旗                          | 東宝                  | 068.9億円  |
| 5    | パイレーツ・オブ・カリビアン/最後の海賊    | アメリカ合衆国の旗                | ディズニー            | 067.1億円  |
| 6    | モアナと伝説の海                           | アメリカ合衆国の旗                | ディズニー            | 051.6億円  |
| 7    | SING/シング                                | アメリカ合衆国の旗                | 東宝東和              | 051.1億円  |
| 8    | ローグ・ワン/スター・ウォーズ・ストーリー  | アメリカ合衆国の旗                | ディズニー            | 046.3億円  |
| 9    | 映画ドラえもん のび太の南極カチコチ大冒険  | 日本の旗                          | 東宝                  | 044.3億円  |
| 10   | ラ・ラ・ランド                             | アメリカ合衆国の旗                | GAGA/ポニーキャニオン | 044.2億円  |

2017年興行収入10億円以上番組 (PDF)  - 日本映画製作者連盟

## 日本の映画興行
- 入場者数 1億7448万3000人[23]
- 興行収入 2285億7200万円[23]

| 配給会社 | 本数 | 年間興行収入  | 前年対比 | 備考 |
| -------- | ---- | ------------- | -------- | --- |
| 松竹     | 28   | 156億5003万円 | 083.5%   | 前年を下回ったが、大局的に見れば、2014年に自社製作に力を入れるようになってからは順調な上昇をしている。興行収入10億円を突破したのは、『HiGH&LOW THE MOVIE 2 / END OF SKY』（13.4億円）、『HiGH&LOW THE MOVIE 3 / FINAL MISSION』（13.1億円）、『東京喰種 トーキョーグール』（11.0億円）、『黒子のバスケ LAST GAME』（10.6億円）、『P&JK』（10.1億円）の5作品。共同配給の『ナミヤ雑貨店の奇蹟』（10.9億円）はKADOKAWAに計上されている。無縁社会という社会問題を扱った『家族はつらいよ2』（9.3億円）は健闘。『一週間フレンズ。』（7.9億円）、『ReLIFE リライフ』（2.2億円）、『ピーチガール』（6.3億円）、『兄に愛されすぎて困ってます』（9.3億円）などのコミック原作の学園ラブストーリーを連発した。『破門 ふたりのヤクビョーガミ』（5.3億円）は残念な成績で終わった。 |
| 東宝     | 31   | 620億2311万円 | 072.6%   | 14年連続年間興行収入500億円を達成。興行収入10億円以上が24番組、そのうち20億円以上が次の10番組。『名探偵コナン から紅の恋歌』（68.9億円）、『ドラえもん のび太の南極カチコチ大冒険』（44.3億円）、『劇場版ポケットモンスター キミにきめた!』（35.5億円）、『君の膵臓をたべたい』（35.2億円）、『メアリと魔女の花』（32.9億円）、『映画 妖怪ウォッチ 空飛ぶクジラとダブル世界の大冒険だニャン!』（32.6億円）、『忍びの国』（25.1億円）、『関ヶ原』（24.0億円）、『海賊とよばれた男』（23.7億円）、『昼顔』（23.3億円）。邦画興行収入ベストテンのうち7作品が東宝。 |
| 東映     | 19   | 108億9425万円 | 072.8%   | 企画の厳選化が年間配給本数の減少に繋がり、結果、年間興行収入の大幅なマイナスとなった。興行収入10億円を突破したのは、『相棒 -劇場版IV-』（19.2億円）、『キセキ -あの日のソビト-』（14.8億円）の2作品のみ。勝負作の『パワーレンジャー』が不発、時代劇大作『花戦さ』（8.4億円）が伸び悩み、日活との共同配給『ユリゴコロ』は興行収入3億円以下で終了。『仮面ライダー』や『プリキュア』に復活の兆しが見える。 |
| KADOKAWA | 30   | 050億3240万円 | 138.8%   | 前年と比較して4割近くアップし、年間興行収入50億円を達成した。松竹との共同配給の『ナミヤ雑貨店の奇蹟』（10.9億円）が興行収入10億円の大台に乗る。封切61館の『ノーゲーム・ノーライフ ゼロ』（7.0億円）と17館の『劇場版Fate/kaleid liner プリズマ☆イリヤ 雪下の誓い』（2.7億円）が合計10億円近くとなったのは大成功。 |

出典:「各社2017年の動向を見る」『キネマ旬報』2018年（平成30年）3月下旬号、キネマ旬報社、2018年、46 - 51頁。

## 受賞
- 第90回アカデミー賞
  - 作品賞 - 『シェイプ・オブ・ウォーター』（ギレルモ・デル・トロ、J・マイルズ・デイル）
  - 監督賞 - ギレルモ・デル・トロ（『シェイプ・オブ・ウォーター』）
  - 主演男優賞 - ゲイリー・オールドマン（『ウィンストン・チャーチル/ヒトラーから世界を救った男』）
  - 主演女優賞 - フランシス・マクドーマンド (『スリー・ビルボード』)
  - 助演男優賞 - サム・ロックウェル (『スリー・ビルボード』)
  - 助演女優賞 - アリソン・ジャニー (『アイ,トーニャ 史上最大のスキャンダル』)

- 第75回ゴールデングローブ賞
  - 作品賞 (ドラマ部門) - 『スリー・ビルボード』（マーティン・マクドナー）
  - 主演女優賞 (ドラマ部門) - フランシス・マクドーマンド (『スリー・ビルボード』)
  - 主演男優賞 (ドラマ部門) - ゲイリー・オールドマン（『ウィンストン・チャーチル/ヒトラーから世界を救った男』）
  - 作品賞 (ミュージカル・コメディ部門) - 『レディ・バード』
  - 主演女優賞 (ミュージカル・コメディ部門) - シアーシャ・ローナン (『レディ・バード』)
  - 主演男優賞 (ミュージカル・コメディ部門) - ジェームズ・フランコ (『ディザスター・アーティスト』)
  - 外国語映画賞 - 『女は二度決断する』（ファティ・アキン）
  - 監督賞 - ギレルモ・デル・トロ （『シェイプ・オブ・ウォーター』）

- 第83回ニューヨーク映画批評家協会賞
  - 作品賞 - 『レディ・バード』（グレタ・ガーウィグ）
  - 監督賞 - ショーン・ベイカー（『フロリダ・プロジェクト 真夏の魔法』）
  - 主演男優賞 - ティモシー・シャラメ（『君の名前で僕を呼んで』）
  - 主演女優賞 - シアーシャ・ローナン（『レディ・バード』）
  - 助演男優賞 - ウィレム・デフォー（『フロリダ・プロジェクト 真夏の魔法』）
  - 助演女優賞 - ティファニー・ハディッシュ（『ガールズ・トリップ』）

- 第74回ヴェネツィア国際映画祭
  - 金獅子賞 – 『シェイプ・オブ・ウォーター』（ギレルモ・デル・トロ）
  - 審査員大賞 – 『Foxtrot』（サミュエル・マオズ）
  - 銀獅子賞 – グザヴィエ・ルグラン（『Custody』 -
  - ヴォルピ杯
    - 男優賞 – カメル・エル・バシャ（『The Insult』）
    - 女優賞 – シャーロット・ランプリング（『Hannah』）

- 第70回カンヌ国際映画祭
  - パルム・ドール – 『ザ・スクエア 思いやりの聖域』（リューベン・オストルンド）
  - 70周年賞 – ニコール・キッドマン
  - グランプリ – 『BPM ビート・パー・ミニット』（ロバン・カンピヨ）
  - 監督賞 – ソフィア・コッポラ（『The Beguiled/ビガイルド 欲望のめざめ』）
  - 脚本賞
    - ヨルゴス・ランティモス、エフティミス・フィリップ（『聖なる鹿殺し キリング・オブ・ア・セイクリッド・ディア』）
    - リン・ラムジー（『ビューティフル・デイ』）

  - 女優賞 – ダイアン・クルーガー（『女は二度決断する』）
  - 男優賞 – ホアキン・フェニックス（『ビューティフル・デイ』）
  - 審査員賞 – 『ラブレス』（アンドレイ・ズビャギンツェフ）

- 第67回ベルリン国際映画祭
  - 金熊賞 - 『心と体と』（エニェディ・イルディコー）
  - 銀熊賞（審査員グランプリ） - 『わたしは、幸福』（アラン・ゴミス）
  - 銀熊賞（監督賞） - アキ・カウリスマキ（『希望のかなた』）
  - 銀熊賞（男優賞） - ゲオルク・フリードリヒ
  - 銀熊賞（女優賞） - キム・ミニ

- 第41回日本アカデミー賞
  - 最優秀作品賞 - 『三度目の殺人』
  - 最優秀監督賞 - 是枝裕和（『三度目の殺人』）
  - 最優秀主演男優賞 - 菅田将暉（『あゝ、荒野前編』）
  - 最優秀主演女優賞 - 蒼井優（『彼女がその名を知らない鳥たち』）

- 第60回ブルーリボン賞
  - 作品賞 『あゝ、荒野』
  - 監督賞 白石和彌『彼女がその名を知らない鳥たち』
  - 主演男優賞 阿部サダヲ『彼女がその名を知らない鳥たち』
  - 主演女優賞 新垣結衣『ミックス。』

- 第91回キネマ旬報ベスト・テン
  - 外国映画第1位 - 『わたしは、ダニエル・ブレイク』
  - 日本映画第1位 - 『映画 夜空はいつでも最高密度の青色だ』

- 第72回毎日映画コンクール
  - 日本映画大賞 『花筐/HANAGATAMI』

## 死去
| 日付 | 日付             | 名前                             | 出身国             | 年齢 | 職業                                     |
| 1月  | 3日              | 神山繁                           | 日本の旗           | 87   | 俳優                                     |
| 1月  | 10日             | 野崎欣宏                         | 日本の旗           | 75   | アニメプロデューサー                     |
| 1月  | 12日             | ウィリアム・ピーター・ブラッティ | アメリカ合衆国の旗 | 89   | 作家・脚本家・映画監督                   |
| 1月  | 19日             | ミゲル・フェラー                 | アメリカ合衆国の旗 | 61   | 俳優                                     |
| 1月  | 21日             | 松方弘樹                         | 日本の旗           | 74   | 俳優                                     |
| 1月  | 22日             | 中村雅哉                         | 日本の旗           | 91   | バンダイナムコエンターテインメント創業者 |
| 1月  | 25日             | メアリー・タイラー・ムーア       | アメリカ合衆国の旗 | 80   | 女優                                     |
| 1月  | 25日             | 藤村俊二                         | 日本の旗           | 82   | 俳優・タレント                           |
| 1月  | 26日             | マイク・コナーズ                 | アメリカ合衆国の旗 | 91   | 俳優                                     |
| 1月  | 27日             | ジョン・ハート                   | イギリスの旗       | 77   | 俳優                                     |
| 1月  | 27日             | エマニュエル・リヴァ             | フランスの旗       | 89   | 女優                                     |
| 2月  | 2日              | 近藤晋                           | 日本の旗           | 87   | テレビ・映画プロデューサー               |
| 2月  | 6日              | アレック・マッコーエン           | イギリスの旗       | 91   | 俳優                                     |
| 2月  | 8日              | 土屋嘉男                         | 日本の旗           | 89   | 俳優                                     |
| 2月  | 13日             | 鈴木清順                         | 日本の旗           | 93   | 映画監督・俳優                           |
| 2月  | 19日             | ダヌタ・シャフラルスカ           | ポーランドの旗     | 102  | 俳優                                     |
| 2月  | 25日             | ニール・フィングルトン           | アメリカ合衆国の旗 | 36   | 俳優                                     |
| 2月  | 26日（死亡報道） | ビル・パクストン                 | アメリカ合衆国の旗 | 61   | 俳優                                     |
| 3月  | 1日              | ムッシュかまやつ                 | 日本の旗           | 78   | シンガーソングライター・タレント・俳優   |
| 3月  | 4日              | 井之上隆志                       | 日本の旗           | 56   | 俳優                                     |
| 3月  | 10日             | ロバート・ジェームズ・ウォラー   | アメリカ合衆国の旗 | 77   | 作家                                     |
| 3月  | 14日             | 渡瀬恒彦                         | 日本の旗           | 72   | 俳優                                     |
| 4月  | 15日             | クリフトン・ジェームズ           | アメリカ合衆国の旗 | 96   | 俳優                                     |
| 4月  | 26日             | ジョナサン・デミ                 | アメリカ合衆国の旗 | 73   | 映画監督                                 |
| 5月  | 3日              | 月丘夢路                         | 日本の旗           | 95   | 女優                                     |
| 5月  | 7日              | 坂野義光                         | 日本の旗           | 86   | 映画監督                                 |
| 5月  | 15日             | 日下武史                         | 日本の旗           | 86   | 俳優                                     |
| 5月  | 18日             | 能見達也                         | 日本の旗           | 47   | 俳優                                     |
| 5月  | 23日             | ロジャー・ムーア                 | イギリスの旗       | 89   | 俳優                                     |
| 6月  | 9日              | アダム・ウェスト                 | アメリカ合衆国の旗 | 88   | 俳優                                     |
| 6月  | 10日             | 斉柏林                           | 中華民国の旗       | 52   | 映画監督                                 |
| 6月  | 13日             | 野際陽子                         | 日本の旗           | 81   | 女優                                     |
| 6月  | 16日             | ジョン・G・アヴィルドセン        | アメリカ合衆国の旗 | 81   | 映画監督                                 |
| 6月  | 18日             | 堀本能礼                         | 日本の旗           | 46   | 俳優                                     |
| 6月  | 23日             | 小林麻央                         | 日本の旗           | 34   | ニュースキャスター・女優                 |
| 6月  | 25日             | 長谷川元吉                       | 日本の旗           | 77   | 映画カメラマン                           |
| 7月  | 6日              | 中嶋しゅう                       | 日本の旗           | 69   | 俳優                                     |
| 7月  | 8日              | ネルサン・エリス                 | アメリカ合衆国の旗 | 39   | 俳優                                     |
| 7月  | 11日             | 砂川啓介                         | 日本の旗           | 80   | 俳優                                     |
| 7月  | 15日             | マーティン・ランドー             | アメリカ合衆国の旗 | 89   | 俳優                                     |
| 7月  | 16日             | ジョージ・A・ロメロ              | アメリカ合衆国の旗 | 77   | 映画監督・脚本家                         |
| 7月  | 18日             | 堀禎一                           | 日本の旗           | 47   | 映画監督                                 |
| 7月  | 18日             | 横尾嘉良                         | 日本の旗           | 87   | 美術監督                                 |
| 7月  | 21日             | ジョン・ハード                   | アメリカ合衆国の旗 | 72   | 俳優                                     |
| 7月  | 24日             | 増尾昭一                         | 日本の旗           | 57   | アニメーター・アニメーション演出家       |
| 7月  | 27日             | サム・シェパード                 | アメリカ合衆国の旗 | 73   | 劇作家・俳優                             |
| 7月  | 31日             | ジャンヌ・モロー                 | フランスの旗       | 89   | 女優                                     |
| 8月  | 1日              | 西村昭五郎                       | 日本の旗           | 87   | 映画監督                                 |
| 8月  | 3日              | ロバート・ハーディ               | イングランドの旗   | 91   | 俳優                                     |
| 8月  | 3日              | タイ・ハーディン                 | アメリカ合衆国の旗 | 87   | 俳優                                     |
| 8月  | 7日              | 中島春雄                         | 日本の旗           | 88   | スーツアクター・スタントマン             |
| 8月  | 8日              | 真理明美                         | 日本の旗           | 76   | 女優                                     |
| 8月  | 8日              | 出光元                           | 日本の旗           | 82   | 俳優                                     |
| 8月  | 13日             | ジョセフ・ボローニャ             | アメリカ合衆国の旗 | 82   | 俳優                                     |
| 8月  | 20日             | ジェリー・ルイス                 | アメリカ合衆国の旗 | 91   | 喜劇俳優・脚本家・映画監督               |
| 8月  | 26日             | トビー・フーパー                 | アメリカ合衆国の旗 | 74   | 映画監督・脚本家                         |
| 8月  | 26日             | バーナード・ポメランス           | アメリカ合衆国の旗 | 76   | 劇作家                                   |
| 8月  | 28日（死亡確認） | ミレーユ・ダルク                 | フランスの旗       | 79   | 女優                                     |
| 9月  | 8日              | 中嶋聡彦                         | 日本の旗           | 55   | 声優、音響監督                           |
| 9月  | 10日             | 諸口あきら                       | 日本の旗           | 81   | ラジオパーソナリティ、カントリーシンガー |
| 9月  | 13日             | フランク・ヴィンセント           | アメリカ合衆国の旗 | 80   | 俳優                                     |
| 9月  | 15日             | ハリー・ディーン・スタントン     | アメリカ合衆国の旗 | 91   | 俳優                                     |
| 9月  | 29日             | 槐柳二                           | 日本の旗           | 89   | 声優・俳優                               |
| 10月 | 9日（死亡確認）  | ジャン・ロシュフォール           | フランスの旗       | 87   | 俳優                                     |
| 10月 | 11日             | 橋本力                           | 日本の旗           | 83   | 俳優・スーツアクター、元プロ野球選手     |
| 10月 | 17日             | ダニエル・ダリュー               | フランスの旗       | 100  | 女優                                     |
| 10月 | 17日             | ハリー・ストラドリング・ジュニア | アメリカ合衆国の旗 | 92   | 撮影監督                                 |
| 11月 | 8日（死亡確認）  | カリン・ドール                   | ドイツの旗         | 79   | 女優                                     |
| 11月 | 11日             | 小野崎孝輔                       | 日本の旗           | 86   | 作曲家、編曲家                           |
| 11月 | 15日             | ルイス・バカロフ                 | アルゼンチンの旗   | 84   | 作曲家                                   |
| 11月 | 16日             | 鶴ひろみ                         | 日本の旗           | 57   | 声優                                     |
| 11月 | 25日             | ランス・ハワード                 | アメリカ合衆国の旗 | 89   | 俳優                                     |
| 12月 | 10日             | ブルース・ブラウン               | アメリカ合衆国の旗 | 80   | ドキュメンタリー映画監督                 |
| 12月 | 14日             | 大木民夫                         | 日本の旗           | 89   | 声優                                     |
| 12月 | 15日             | ダーラン・フリューゲル           | アメリカ合衆国の旗 | 64   | 女優                                     |
| 12月 | 19日             | ヘップ・ティ・リー               | アメリカ合衆国の旗 | 46   | 女優                                     |
| 12月 | 24日             | ヘザー・メンジース               | カナダの旗         | 68   | 女優                                     |
| 12月 | 28日             | 真屋順子                         | 日本の旗           | 75   | 女優                                     |
| 12月 | 30日             | 深水三章                         | 日本の旗           | 70   | 俳優                                     |